# 佐山万里菜
佐山 万里菜（さやま まりな、1987年9月22日 - ）は、日本の女子プロボクサー、元サッカー選手である。千葉県大網白里市出身。ワタナベボクシングジム所属。

## 来歴

### サッカー
小学生より宮間あやの父が監督を務める男子チームでサッカーを始める。常盤木学園高校で鮫島彩と同級生。東京女子体育大学を経て、清水第八プレアデスで1シーズン、AC長野パルセイロ・レディースで3シーズンプレーした。ポジションはDFなら右サイドバック、MFならボランチかトップ下だった。

### ボクシング
引退後は2年間、アルバイトの掛け持ちや学童指導員として働いていたが、ボクシング転向を決意し、2016年にワタナベジムに入門し、11月プロテスト合格。
2017年1月23日、後楽園ホールにてファンナルク・コンサン戦でデビュー予定だったが、相手の怪我で中止。
2017年3月15日、改めで後楽園ホールで石井愛世戦でデビューすると発表されていたが、対戦相手がニラポーン・スックサーソンクロチュンマイに変更され、3-0判定勝利。
2017年10月29日、モンブランみきに3回TKOで初のKO勝利を挙げる。
2017年12月17日、平山夢に0-3判定で初黒星。
2018年3月31日、近藤佐知子に1-1判定で引き分け。
2018年5月28日、近藤佐知子とのダイレクトリマッチを3-0判定で勝利。
2018年11月20日、イム・チャンミに4回KO勝利。
2019年12月31日、初のタイトル挑戦として平山夢との日本女子フライ級王座決定戦に挑むが、0-3判定負け。
2021年9月19日、ぬきてるみと対戦も0-3判定負け。
2022年6月22日、後楽園ホールにて菊池真琴とのOPBF女子東洋太平洋バンタム級王座決定戦に挑むが、0-3（75-77×2、74-78）判定で敗れまたしても王座を逃す。
2022年12月1日、阿比留通子とノンタイトル8回戦。2-1判定で4年ぶりの勝利。
2023年3月30日、後楽園ホールでの「VICTORIVA vol.11」にて前田宝樹との日本女子フライ級王座決定戦。0-0（57-57×3）の判定で引き分けに終わりまたしてもタイトルを逃す。
2023年11月5日、ドーム立川立飛にて前田宝樹と日本女子フライ級王座決定戦として再戦予定だったが、佐山が500g超過の51.3kgで計量失格、前田は50.5kgで合格したものの、佐山が脱水症状でドクターストップとなり、中止となった。JBCは7日付で佐山に対して4日から1年間のライセンス停止処分を下した